# Cantone di Saint-Nicolas-du-Pélem
Il Cantone di Saint-Nicolas-du-Pélem era una divisione amministrativa dell'Arrondissement di Guingamp.
A seguito della riforma approvata con decreto del 13 febbraio 2014, che ha avuto attuazione dopo le elezioni dipartimentali del 2015, è stato soppresso.

## Composizione
Comprendeva 8 comuni:
- Canihuel
- Kerpert
- Lanrivain
- Peumerit-Quintin
- Saint-Connan
- Sainte-Tréphine
- Saint-Gilles-Pligeaux
- Saint-Nicolas-du-Pélem